# マッテオ・バルトリ
マッテオ・バルトリ (Matteo Giulio Bartoli、1873年11月22日 - 1946年1月23日) は、イストリア半島出身のイタリア人言語学者である。ダルマチア語の研究で知られる。

## 概要
マッテオ・バルトリは、1873年にオーストリア・ハンガリー二重帝国（現在のクロアチア）のラビン（Labin）に生まれた。ウィーン大学で学んだ後に、1907年から1946年に没するまでトリノ大学に教授として勤務した。バルトリの著作 Das Dalmatische (2 vol. 1906)は、絶滅した言語であるダルマチア語を完全記述した唯一の書物として知られる。バルトリは当初、イタリア語でDas Dalmatischeを執筆し、後にこれをドイツ語へと翻訳して出版したが、 原本であるイタリア語の原稿は失われたため、イタリアでは2000年にドイツ語から再翻訳したイタリア語版のみが存在している。また、本書の作成に当たっては、 1897年にダルマチア語の最後の話者であったトゥオネ・ウダイナ（Tuone Udaina Burbur）から収集したデータを用いている。なお、トゥオネ・ウダイナは翌年の1898年に無政府主義者により殺害され、ダルマチア語は絶滅した。
その他の主な著作としては、古典ラテン語と俗ラテン語の区別を論じたIntroduzione alla neolinguistica ("Introduction in neolinguistics", 1925) や、Saggi di linguistica spaziale ("Essays of spatial linguistics", 1945) などがある。
また、イタリア共産党の創始者の1人であるアントニオ・グラムシは、トリノ大学時代の教え子である。
1946年、トリノで死去。